# Симфония № 1 (Сибелиус)
Симфония № 1 ми минор, опус 39 ― композиция Яна Сибелиуса, завершённая в начале 1899 года и впервые исполненная 26 апреля того же года Хельсинкским филармоническим оркестром под управлением автора. После премьеры Сибелиус сделал вторую редакцию симфонии. Первое исполнение новой версии состоялось 1 июля 1900 года в Берлине под управлением Роберта Каянуса.
Примерная продолжительность симфонии ― 35–40 минут.

## Структура
Произведение состоит из четырёх частей:
- 1. Andante, ma non molto ― Allegro energico. Написана в сонатной форме. Начинается с соло кларнета, в котором изложены все основные темы и мотивы симфонии.

- 2. Andante ma non troppo lento. Написана в ми-бемоль мажоре и имеет форму вариаций. Часть в целом имеет спокойный характер (за исключением средней секции).

- 3. Scherzo: Allegro. Написана в до мажоре, имеет беспокойный характер. Заканчивается стреттой.

- 4. Finale (Quasi una fantasia): Andante – Allegro molto – Andante assai – Allegro molto come prima – Andante (ma non troppo). Написана в ми миноре. Эта часть является своего рода фантазией на темы первой части.

Первая аудиозапись симфонии была осуществлена в мае 1930 года (произведение исполнял Лондонский симфонический оркестр).

## Исполнительский состав
Симфония написана для 2 флейт, 2 гобоев, 2 кларнетов, 2 фаготов, 4 валторн, 3 труб, 3 тромбонов, тубы, литавр, треугольника, бас-барабана, тарелок и струнных.